# ديتر فيرن
ديتر فيرن (بالألمانية: Dieter Fern)‏ (1 ديسمبر 1944 - ) هو لاعب كرة قدم ألماني في مركز الهجوم. لعب مع باير 04 ليفركوزن وكيكرز أوفنباخ ونادي بوخوم و.

## وصلات خارجية
- ديتر فيرن على موقع قاعدة بيانات كرة القدم.إي يو (الإنجليزية)
- ديتر فيرن على موقع بيانات كرة القدم. دي إي (الألمانية)
- ديتر فيرن على موقع عالم كرة القدم.نت (الإنجليزية)